# 1999 SN4
1999 SN4 är en asteroid i huvudbältet som upptäcktes den 19 september 1999 av Višnjan-observatoriet i Kroatien.
Asteroiden har en diameter på ungefär 4 kilometer.